# Nennweite
Die Nennweite, heute abgekürzt DN (von französisch diamètre nominal für Nomineller Durchmesser; oder auch Durchmesser nach Norm; früher NW) ist in der Gebäudetechnik eine numerische Bezeichnung der ungefähren Durchmesser der Bauteile in einem Rohrleitungssystem, die laut ISO 6708 „für Referenzzwecke verwendet wird“. Die vorgesehene Schreibweise umfasst die Buchstaben DN gefolgt von einer gerundeten Zahl, die es ermöglicht, Durchmesser der Rohre und Anschlussmaße von Rohrverbindern sowie Armaturen einander zuzuordnen, allerdings jeweils nur innerhalb eines bestimmten (normierten) Rohrleitungssystems.
Die angegebene Zahl wird als dimensionslos bezeichnet und orientierte sich ursprünglich am ungefähren inneren Durchmesser eines Rohres, einer Schlauchleitung, eines Fittings, Formstücks oder dem Anschlussmaß einer dazu passenden Armatur (Ventil, Absperrschieber) in Millimetern.
Bei einigen Rohrsystemen wurde die Nennweite DN später dem ungefähren Außendurchmesser zugeordnet. Unter anderem definiert die EN 12201-1 dn bzw. dn in Kleinbuchstaben bei PE-Rohren als Nenn-Außendurchmesser.
Mit der Einführung der EN 805 werden eindeutigere Bezeichnungen der Nennweite vorgesehen, nämlich:
- DN/OD mit OD für outside diameter / Außen-Durchmesser
- DN/ID mit ID für inside diameter / Innen-Durchmesser.

Die ISO 6708 "Rohrleitungsteile – Definition und Auswahl von DN" sieht folgende Nennweitenstufen vor: DN 8 – DN 10 – DN 15 – DN 20 – DN 25 – DN 32 – DN 40 – DN 50 – DN 65 – DN 80 – DN 100 – DN 125 – ... (s. auch Normzahlen).
Zusammen mit der Nenndruckstufe und der Werkstoffklasse können anhand der Nennweite sämtliche Abmessungen einer standardisierten Rohrleitung in Tabellen nachgeschlagen werden, einschließlich von Bauelementen wie der Flansche.
So bezeichnet beispielsweise DN 50 nach EN 10255 (früher DIN 2440; mittelschwere Gewinderohre) ein Rohr mit dem Außendurchmesser von 60,3 mm und einer Wanddicke von 3,65 mm (Innendurchmesser somit 53 mm).
In Nordamerika wird die Nennweite nach ANSI als NPS (nominal pipe size) in Zoll angegeben. Ein Rohr von NPS 2 entspricht in etwa der Nennweite DN 50.
Auch Armaturen werden vom Hersteller mit einer Nennweite gekennzeichnet. Diese bezeichnet hier das Anschlussmaß, je nach vorgesehener Rohrverbindung also das Maß des Innen- oder Außengewindes, des Innendurchmessers des Flansches oder des Stutzens zur Press- oder Lötverbindung. Oft werden Armaturen gleicher Baugröße mit mehreren unterschiedlichen Anschlussmaßen (Nennweiten) angeboten bzw. Armaturen gleicher Nennweite (Anschlussmaße) mit mehreren unterschiedlichen Baugrößen. Die passenden Baugröße sollte also nach Strömungswiderstand bzw. Druckverlust und nicht allein nach der Nennweite ausgewählt werden.

## Rohrsysteme

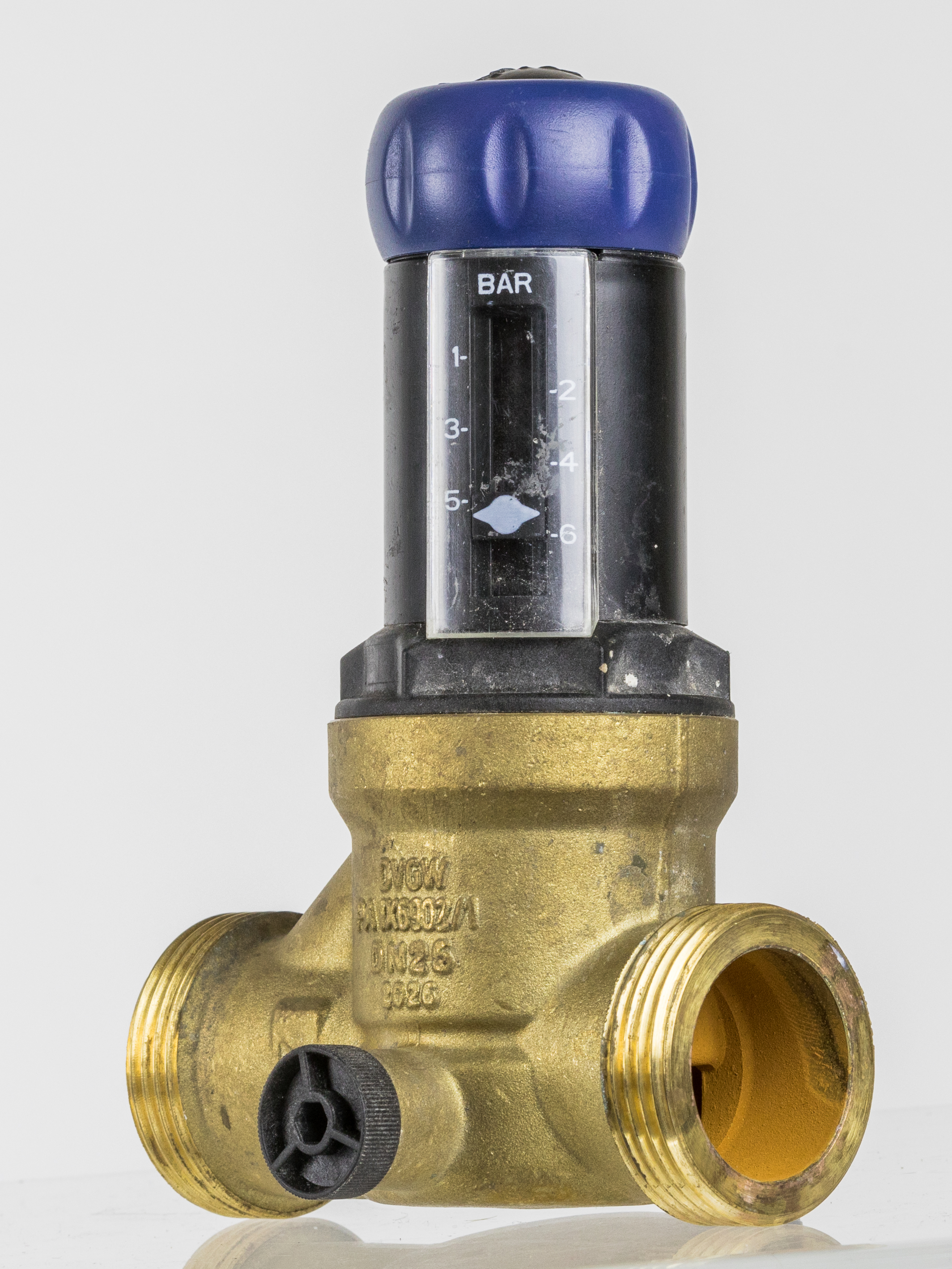
Druckminderer mit Nennweite DN25 laut Prägung auf der Vorderseite

In manchen Rohrsystemen werden Rohre gleicher Nennweite mit unterschiedlichen Wandstärken angeboten, so dass die Wandstärke abhängig vom vorgesehenen Innendruck oder äußerer Belastung ausgewählt werden kann. Um die Rohre trotz unterschiedlicher Wandstärke mit den gleichen Fittings oder Formteilen miteinander verbinden zu können, wird meistens der Außendurchmesser beibehalten. Wenn die Wandstärke des Rohrs mit steigender Druckstufe zunimmt, muss sich darum der freie Querschnitt des Rohrs entsprechend verringern.
Nur bei sehr dickwandigem Rohr für hohe Drücke wird statt dem Innendurchmesser der Außendurchmesser angepasst. Dasselbe gilt für Rohre aus glasfaserverstärktem Kunststoff, die bei der Herstellung um einen Dorn mit definiertem Durchmesser gewickelt werden; da der Innendurchmesser hier feststeht, wächst die Wanddicke nach außen.
Zur Verbindung von Rohren mit unterschiedlichen Durchmessern werden Übergangsstücke angeboten.

### Nennweite bezieht sich auf den Außendurchmesser
Bei glatten Kunststoffrohren, Präzisionsstahlrohren (Edelstahl oder C-Stahl) sowie Kupferrohren orientiert sich die Nennweite in der Regel am Außendurchmesser in mm. In vielen Fällen stimmen beide Werte auch genau überein.
Die Rohrwandstärke beträgt bei Kupfer- und Präzisionsstahlrohr meist:
- 1 mm bei 10–22 mm Außendurchmesser,
- 1,5 mm bei 28–42 mm,
- 2 mm bei 54–64 mm.

Kupferrohre werden allgemein in folgender Außendurchmessern angeboten: 8; 10; 12; 15; 18; 22; 28; 35; 42; 54; 64; 76,1; 88,9; 108; 133, 159, 219; 267 usw. (Spezielle dünnwandige oder mit einer Hülle versehene Rohre werden auch mit 14 und 16 mm Außendurchmesser angeboten.)
Kunststoffrohre in PVC, PE und PP werden bevorzugt mit folgenden Außendurchmessern angeboten: 10, 12, 16, 20, 25, 32, 40, (48,) 50, (52, 56,) 63, (70,) 75, (78, 80) 90, 110, 125, (135,) 140, (150,) 160, 180, 200, 225, 250, 280, 315, 355, 400, 450, 500, 560, 630, 710, 800, 900, 1000 usw.

### Nennweite bezieht sich auf den Innendurchmesser
Demgegenüber ist der Innendurchmesser von Fittings oft deutlich kleiner als die Nennweite der dazugehörigen Rohre, wenn aufgrund des leicht verformbaren Rohrwerkstoffs die Verwendung von Rohrverbindern mit innerer Stützhülse erforderlich ist. Dies ist meist insbesondere bei Kunststoff- und Mehrschichtverbundrohren der Fall. Nur mit Verbindungssystemen, bei denen das Ende des Rohrs vor der Fertigstellung der Rohrverbindung aufgeweitet wird, lässt sich bei diesen Werkstoffen ein gleichmäßiger Innendurchmesser erzielen.
Bei außen gerippten Rohren und Wellrohren orientiert sich die Nennweite ebenfalls am Innendurchmesser. Bei Kunststoffrohren stimmen teilweise beide Werte genau überein, insbesondere bei größeren Durchmessern.
Bei Gewinderohren orientiert sich die Nennweite am Innendurchmesser und wird in der Regel in Zoll angegeben. Aus historischen Gründen ist der Innendurchmesser von leichtem und mittelschwerem Gewinderohr größer als der angegebene Wert in Zoll. Oft ist nur dann mit Sicherheit davon auszugehen, dass sich Rohre unterschiedlicher Herkunft kombinieren lassen, wenn die Angabe der Nennweite in Zusammenhang mit der Nennung der gleichen Norm geschieht.
Wickelfalzrohre werden mit eingesteckten Formteilen verbunden, so dass auch hier die Nennweite dem Innendurchmesser entspricht: 71, 80, 90, 100, 112, 125, 140, 150, 160, 180, 200, 224, 250, 280, 300, 315, 355, 400, 450, 500, 560, 600, 630, 710, 800, 900, 1000, 1120, 1250, 1400, 1600, 1800, 2000.